# New X-Men
New X-Men hace referencia a dos cómics de superhéroes publicados por Marvel Comics siguiendo a la muy conocida serie X-Men. Este artículo se centra en la segunda de estas series, inicialmente titulada New X-Men: Academy X y continuación de New Mutants (Nuevos Mutantes).
New X-Men: Academy X fue una reedición de New Mutants vol. 2. New X-Men continuó la acción desde el punto en que terminaban las historias más recientes de Nuevos Mutantes del momento, con los mismos artistas, guionistas y elenco de personajes. El subtítulo de Academy X se eliminó cuando el nuevo equipo creativo de Craig Kyle y Chris Yost comenzó a trabajar en la serie, que había alcanzado su vigésimo capítulo.
Mientras que otros cómics sobre los X-Men tratan principalmente de mutantes adultos y desarrollados, este se centra en las vidas de los jóvenes estudiantes que residen en la Escuela Xavier para Jóvenes Superdotados mientras aprenden a controlar sus poderes mutantes y las relaciones sentimentales adolescentes que mantienen entre ellos.

## Biografía ficticia
Debido a la cantidad de alumnos que fallecían en el transcurso de sus misiones, el profesor Charles Xavier decidió abrir las puertas de la Mansión X a más alumnos, pero ahora con un nuevo enfoque: no los entrenaría para ser superhéroes, sino para que desarrollasen correctamente sus poderes.
A partir de ahí nacieron los Nuevos Mutantes, Generación X y el Cuerpo Estudiantil del Instituto Xavier (presentado en la época "New X-Men" de Grant Morrison). Este último, dio como consecuencia la reformación de los Nuevos Mutantes.
Tras la mpartida del Profesor X a Genosha, el colegio quedó en manos de Cíclope y Emma Frost. Las antiguas estudiantes del instituto, y "Nuevos Mutantes originales", vinieron para fungir como profesoras de los estudiantes. Ellas fueron Karma, Danielle Moonstar, Magma y originalmente también Wolfsbane/Loba Venenosa. Bajo la batuta de ellas, además de Cíclope y Frost, el cuerpo estudiantil se dividió en escuadrones:

### Escuadrón de los Nuevos Mutantes
El equipo es dirigido por Danielle Moonstar. Es codirigido por Danza del Viento y Prodigio. Sus integrantes son: 
- Wind Dancer / Danza del Viento: (Sofia Mantega) - Una chica de Venezuela que podía controlar los vientos y escuchar las voces de otras personas llevadas por el viento. Wind Dancer perdido sus poderes como resultado del Día-M y se cree que han regresado a Venezuela, pero luego se supo que se quedó en Nueva York y desde entonces se unió a los Nuevos Guerreros.
- Prodigy / Prodigio (David Alleyne) - Podía absorber cualquier talento no sobrehumano de las personas cercanas. Aunque quedó sin poderes, ha recuperado sus talentos y conocimientos adquiridos originalmente antes del Día-M.
- Icarus / Ícaro (Jay Guthrie) - Capaz de volar, cantar cautivadoramente y curarse rápidamente. Las alas de Jay fueron amputadas[2] y fue asesinado en el número por el Reverendo Stryker de los Purificadores.[3]
- Wallflower / Alhelí (Laurie Collins) - Exuda feromonas que alteran los sentimientos de otras personas. Ella murió a manos de los Purificadores.[4]
- Elixir (Josh Foley) - Un curandero de clase omega que, irónicamente, era un rabioso enemigo de los mutantes antes de que él se enterara de que era uno de ellos. Tras los acontecimientos del Día-M, los poderes de Elixir cambiaron, de modo que ahora podía matar, así como curar con un toque de su mano.
- Surge / Tensión (Noriko Ashida) - Una chica japonesa que constantemente absorbe la electricidad estática y puede descargarla como explosiones eléctricas o ráfagas de velocidad sobrehumana.

### Escuadrón de los Infernales / Hellions
La tutora del equipo es Emma Frost. Está dirigido por Hellion. Sus integrantes son:
- Hellion / Infernal (Julian Keller) - Un mutante telequinético y alborotador.
- Dust / Arena (Sooraya Qadir) - Una chica tímida de Afganistán, que puede convertirse en un torbellino viviente de arena. Ella regularmente se viste con un niqab.
- Mercurio (Cessily Kincaid) - Una metamorfo cuyo cuerpo está compuesto de mercurio líquido no tóxico.
- Rockslide / Alud (Santo Vaccaro) - Capaz de manifestar un cuerpo físico hecho de roca sólida y lanzar sus miembros a gran velocidad.
- Tag (Brian Cruz) - Podía manipular psiónicamente a una persona para que los espectadores se vean obligados a huir de esa persona. Lo mataron en una emboscada de los Purifiers.
- Wither / Ruina (Kevin Ford) - Puede destruir la materia orgánica con un toque. Fue rival romántico de Elixir con Alhelí, cuando murió Alhelí, Ruina huyó de la escuela y se convirtió en discípulo de Selene. Por último, fue asesinado por Elixir durante la batalla final de la historia Necrosha.

### Otros escuadrones
También hay otros equipos asesorados por diferentes X-Men:

#### Escuadrón Alfa
Su líder era Karma, pero anteriormente fue Northstar/Estrella del Norte. El equipo está compuesto por:
- Anole / Camaleón (Victor Borkowski) - Posee una mutación similar a los reptiles y sus escamas son muy resistentes. Puede mimetizarse con las paredes como haría un camaleón. Su elevado poder regenerativo puede hacer que le vuelva a crecer un miembro como hacen las lagartijas con la cola. Su lengua es prénsil y puede adherirse a las superficies como los lagartos.
- Rubbermaid / Caucho (Andrea Margulies) - Sin poderes y asesinada. Antes poseía una elasticidad sobrehumana.
- Indra (Paras Gavaskar) - Un joven mutante que se reveló finalmente que era el más joven mutante con vida (sin incluir a Franklin Richards, las Stepford Cuckoos/Cuclillos de Stepford y Tito Bohusk). Posee unas placas retráctiles de hueso con las que puede crear una armadura alrededor de su cuerpo
- Kidogo (Lazaro Kotikash) - Sin poderes. Antes podía reducir su tamaño hasta medir unos pocos centímetros de altura.

- Loa (Alani Ryan) - Puede atravesar cuerpos sólidos provocando la desintegración de la materia.
- Network / Red (Sarah Vale) - Sin poderes y asesinada. Antes poseía la habilidad para interactuar con la tecnología a un nivel íntimo.

#### Escuadrón de los Corsarios (Corsairs)
Su líder era Cíclope. El equipo está compuesto por:
- Stepford Cuckoos / Cuclillos de Stepford (Celeste, Mindee y Phoebe Cuckoo) - colíderes. Estas podían combinar sus habilidades telepáticas además de poder adoptar una forma física similar al dimante.
- Specter / Espectro (Dallas Gibson) - Sin poderes. Anteriormente podía fusionarse con su propia sombra, lo que le confería fuerza, resistencia y agilidad sobrehumanas. Además era inmune a los ataques basados en la Fuerza Oscura.
- Dryad / Dríada (Callie Betto) - Sin poderes y asesinado. Podía comunicarse y controlar a la plantas.
- Quill / Púa (Max Jordan) - Fallecido. Anteriormente podía emerger púas de su cuerpo y arrojarlas a modo de proyectiles afilados.

#### Escuadrón de los Parangones (Paragons)
Su líder de escuadrón era Magma (Amara Aquila), y anteriormente Wolfsbane (Rahne Sinclair). El equipo está compuesto por:
- Cerilla / Match (Ben Hammil) - Líder. Posee la habilidad de la piroquinesis y es inmune al fuego.
- Trance (Hope Abbott) - Posee la habilidad de la proyección astral, detectando las auras de otros seres en el proceso.
- Cachorro / Wolf Cub (Nicholas "Nick" Gleason) - Asesinado por Donald Pierce. Cachorro poseía una forma de hombre lobo permanente que le imbuía sentidos y capacidades físicas aumentadas. También poseía garras afiladas y colmillos.
- Hada / Pixie (Megan Gwynn) - Hada puede volar con sus alas. También usa el "polvo de hadas" que causa alucinaciones a quien lo respira. También puede teletransportarse de forma limitada y detectar cosas invisibles.
- DJ (Mark Sheppard) - Sin poderes y asesinado. Anterioremente DJ poseía la habilidad de manipular la energía basándose en el tipo de música que estaba escuchando.
- Avance / Preview (Jessica Vale) - Sin poderes. Avance podía ver el futuro inmediato mediante explosiones breves de destellos ("visiones"), pero solo unos minutos antes de que los eventos sucedieran.
- Red / Network (Sarah Vale) - Sin poderes y asesinada. Antes del Día-M, Red poseía cibertelepatía, una capacidad que le permitía comunicarse y controlar mentalmente todo tipo de aparatos eléctricos, acceder a archivos digitales y manipular programas.

#### Escuadrón de los Caballeros (Chavaliers)
Gambito tuvo su propio escuadrón. Se compone por:
- Bling! (Roxanne Washington) - Su piel puede exudar esquirlas de diamante.
- Flubber / Goma (Nick Shelley) - Sin poderes. Su cuerpo estaba hecho de una sustancia similar a la goma. Esto le otorgaba una gran fuerza y la capacidad de saltar a grandes distancias.
- Boy Rain / Chico Lluvia (Carl Aalston) - Sin poderes. El cuerpo de Aalston era agua viva que se mantenía unida por un traje de contención.
- Onyxx / Ónice (Sydney Green) - Muerto. El cuerpo de Green estaba hecho de una sustancia similar a la roca. Tenía superfuerza y era difícil herirle. Muerió a manos de Ruina durante el ataque de Selene a Utopía.
- Foxx (Raven Darkholme) - Alias que adoptó Mística para infiltrarse en los X-Men, afirmando más tarde que estaba poniendo a prueba el compromiso de Gambito con Pícara.

#### Escuadrón de los Paladines (Paladins)
Liderados por Kitty Pryde. Sus miembros son:
- Armadura / Armor (Hisako Ichiki) - Posee la habilidad de generar un exoesqueleto psiónico, a modo de campo de fuerza defensivo y ofensivo.
- Vendas / Blindfold (Ruth Aldine) - Posee telepatía, la capacidad de ver el futuro y el pasado, y también la clarividencia.
- Alas / Wing (Edward Tancredi) - Sus poderes alados fueron neutralizados por Ord; al parecer se suicidó después en la Sala del Peligro.

#### Escuadrón de los Defensores (Advocates)
Liderados por Rogue/Pícara y todos perdieron sus poderes después del Día-M.
- Boggart (Robin Wise) - Poseía una fuerza sobrehumana y una piel verde.
- Náyade / Naiad (Aurelie Sabayon) - Podía respirar bajo el agua.
- Cabeza de Alfiler / Pinpoint (Gerard Cooper) - Poseía una visión telescópica.
- Trovão (Pedro de Noli) - Podía crear ráfagas de sonido.
- Umbra (Patrick Nesbitt) - Podía generar oscuridad.
- Xenón / Xenon (Shaun Kennedy) - Podía generar luz.

#### Sin confirmar
- Se menciona a los Excelsior, liderados por el Hombre de Hielo, pero nunca se nombra a sus miembros.
- Los Exemplars, liderados por Bestia, también son desconocidos, a excepción de Angel Salvadore.
- El escuadrón de Tormenta, mencionado en New X-Men, tiene un solo superviviente, Gentle/Amable.

### Tras el Día-M
Tras los hechos ocurridos en Dinastía de M la población mutante descendió drásticamente. Emma y Cíclope decidieron entrenar a un nuevo grupo de estudiantes, los nuevos New X-Men. Para decidir quien entraría en este grupo, Emma Frost puso a todos los estudiantes mutantes en la sala de peligro para pelear unos contra otros. Emma escogió a los 6 alumnos que consideró que mejor lo hicieron y Cíclope decidió que se uniera al grupo X-23, Emma Frost se opuso sin éxito, pues opina que X-23 es demasiado peligrosa.
Estos fueron Surge/Tensión (líder designada), Elixir, Hellion/Infernal, X-23, Rockslide/Alud, Mercurio y Dust/Arena. A medida que pasaba el tiempo, varios miembros se han añadido y / o ganado el derecho a estar en el equipo, como Prodigy/Prodigio, Anole, Armor/Armadura y Pixie/Hada. El resto de los estudiantes fueron instruidos para permanecer en la escuela, para prestar asistencia a los actuales X-Men y personal en prácticas.

### Los Jóvenes X-Men
La serie Young X-Men (Jóvenes X-Men) inició en el marco de la historia "Divided We Stand" en abril de 2008. Escrito por Marc Guggenheim y dibujada por Yanick Paquette, ofreció una alineación conformada por Rockslide/Alud, Dust/Arena, Blindfold/Vendas, Wolfcub/Cachorro, y tres nuevos personajes: Ink/Tinta, Graymalkin y Cypher/Cifra. El grupo está formado por Donald Pierce, quien gracias a los cambios que le infligieron los Purifiers/Purificadores, suplanta a Cíclope como parte de un complot para matar a los jóvenes mutantes que él ve como la última generación de mutantes nacidos antes del Día M. El grupo confronta por error a los Nuevos Mutantes originales y derrota a Pierce, aunque Wolfcub muere en el acto.
La serie fue cancelada en el número 12.

### Regenesis
La mayoría de los personajes han aparecido con frecuencia. Pixie ganaría una membresía en los X-Men. Elixer y x-23 se incorporarían a la lista de Fuerza-X. A muchos personajes finalmente se le daría un nuevo hogar en las páginas de X-Men (Legacy), escrito por Mike Carey. Ahora, un conjunto disperso de los estudiantes, son ahora dirigidos por Rogue/Pícara quien se desempeña como profesora del equipo. Después del Cisma de los X-Men, muchos de los New X-Men siguieron a Wolverine al Este mientras se reabre el Instituto Xavier como escuela y santuario para los jóvenes mutantes. Varios otros X-Men se han unido a Rogue y Wolverine bajo la batuta de otros mutantes: Rachel Summers, Bala de Cañón, Husk/Vaina, Kitty Pryde y Gambito. El grupo también ha aceptado a miembros no mutantes, como Broo (una cría joven de Brood/Nido que es un pacifista) y Kid Gladiador, el hijo de Gladiador, de la Guardia Imperial. Además, Kid Omega/Chico Omega permanece en la escuela como estudiante involuntario debido a su fama de alborotador.

## Enlaces
Página de New X-men en marvel.com
- Datos: Q897750